# Limitaciones de las Améscoas

Ubicación del Monte Limitaciones de las Améscoas

Limitaciones de las Amescoas (en euskera: Ameskoako Limitazioak) o Monte Común de las Amescoas (en euskera: Ameskoako herri-mendia) —oficialmente Limitaciones de las Améscoas / Ameskoako Limitazioak— es un monte de utilidad pública y un territorio facero situado al sur de Urbasa y al norte de la Améscoa Alta; limita al este con la Améscoa Baja y al oeste con la Sierra de Encia (Álava). Queda incluido en el Parque natural Urbasa-Andía y en la Zona de Especial Protección de Urbasa y Andía.
Se trata de un monte comunal de los siguientes pueblos: Larraona, Aranarache y Eulate, en la Améscoa Alta; y Ecala, San Martín, Baríndano, Zudaire, Baquedano, Gollano, Urra y Artaza, en la Améscoa Baja. Tienen también derecho a los aprovechamientos de este monte los pueblos de Eraul (en el Valle de Yerri) y Echávarri (en Allin). La gestión y administración de estos comunales le corresponde a la Junta del Monte Limitaciones de las Améscoas.

## Geografía y medio ambiente
El Monte Limitaciones de las Améscoas tiene una superficie de 57,688 robadas de terreno, equivalente a 5,183 ha.  Geomorfológicamente forma una unidad con la Sierra de Urbasa, continuando hacia el sur la planicie que, a modo de meseta, presenta esta sierra. Al sur el terreno desciende abruptamente hasta el valle de las Améscoas, al oeste continúa sin especiales cambios ropográficos en la Sierra de Encia (Alava), e igual sucede hacia el este donde limita con el Facero 104.
El área del Monte Limitaciones tiene una longitud de este a oeste de unos 16 k y una profundidad, norte sur variable, de unos 6 km en el extremo oeste y 2 km en el este, con un fuere estrechamiento hasta quedar reducido a 0,5 km en la zona en que es atravesado por la carretera NA-718 de Estella a Alsasua, cerca del Nacedero del Urrederra que queda fuera del Monte. El terreno forma parte de un sinclinal de calizas del terciario está intensamente karstificado, con abundantes simas, y presenta una superficie ligeramente hundida en la parte central elevándose ligeramente en los bordes norte y sur; El punto más alto (1.088 m.s.n.m) se encuentra en la zona central de la parte oriental, y el más bajo (903 m.s.n.m) en .el estrechamiento central, en el límite con la Sierra de Urbasa.
La mayor parte del monte está cubierto por hayedos, con algunas machas reducidas de robledales y zonas amplias de pastizales y matorrales (brezales húmedos y matorrales mediterráneos. Las masas de hayas se caracterizan por su regularidad y gran desarrollo en altura y grosor. Un haya en el raso de Arzian (en la parte oriental del monte) ha sido declarado Monumento natural, Está catalogado con el n.º 235 en los Montes de Utilidad Pública de Navarra.

## Historia
La documentación de la Junta del Monte que administra los comunales afirma siempre que aquellos terrenos son propiedad antiquísima de los valles de las Amescoas. La primera referencia documental conocida es la que recoge "el amojonamiento del monte mandado hacer por e Rey Carlos III el Noble en 1411", para resolver unos litigios entre pastores de Tudela y los vecinos de Améscoa y Arana, el 14 de febrero de ese año ordena el merino mayor de Estella, la patrimonial del Reino y el justicia de Tudela vayan los tres al lugar para citando a los concejos de los valles afectados aclaren las propiedades de esos valles. El 2 de julio de 1412 en Gollano firman la siguiente sentencia:

sentenciando pronunciamos e por esta nuestra sentencia declaramos que de las dichas limitaciones e señales, todo lo que es enta la parte de Amesqua e Arana, sin embargo alguno, así les adjudicamos a cada uno dellos como les pertenece e de las dichas mugas e señales lo que es enta fuera que montes e yermos que ellos son del señor Rey e asi le adjudicamos».

Tal como afirme esa sentencia ese terreno se adjudica a cada uno de los concejos que intervenían en el litigio, pero ante la ausencia de un reparto del terreno se deduce que, tal como desde tiempo anterior ya sucedía, la propiedad corresponde al conjunto de esos concejos: los ayunamentos de Améscoa Alta y los concejos que formaban y forman el ayuntamiento de Améscoa Baja.
Esta propiedad común de las Améscoas se desprende de la gracia concedida por el duque de San Germán, Virrey y Capitán General de Navarra, en el año 1665; y la transaccion con el Real Patrimonio en el año de 1852. En las Ordenanzas de la Junta del Monte consta también que, aunque no participan de la propiedad, tienen derecho a los aprovechamientos dos concejos que no pertenecen a las Améscoas (Eraul y Echávarri ), pero que son propietarios en común de la facería 104, situada al este y a continuación del Monte Limitaciones. Este derecho a los aprovechamientos responde a las concordías de los valles de las Améscoas con esos dos pueblso, aprobadas por el Real Consejo de Navarra el 9 de octubre de 1683; y posteriores acuerdos aprobados por la Diputación Foral de Navarra el 21 de agosto de 1923, el de Eraul, y el 3 de mayo de 1924, el de Echávarri.

## Bienes de interés cultural

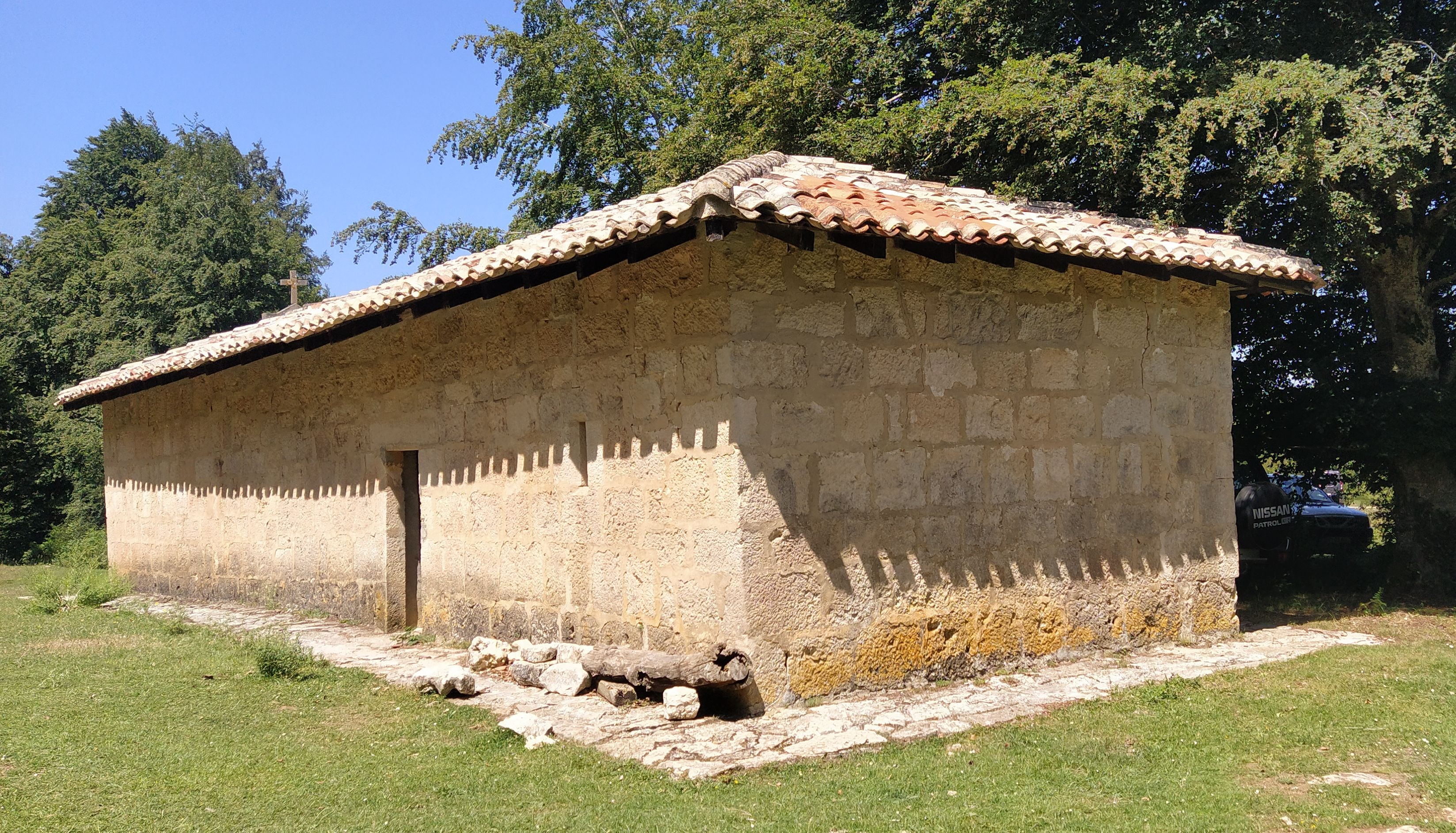
Ermita de San Benito

En el Monte Limitaciones se encuentran varios túmulos prehístoricos: Senda de Callejas II (1776), Zuloko Itrrri, Arantzaduia II Ekilade (1778) Puerto Viejo de Baquedano I, Puerto Viejo de Baquedano II,  Aseki y Raso de Armendi
Junto al puerto por el que se accede desde Larraona al Monte, se encuentra la ermita de San Benito. Una construcción del siglo XVI, con las características de la arquitectura rural, consta de una única nave con cabecera resta, cubierta a cuatro aguas, sobre armadura de madera. La puerta de acceso adintelada se sitúa en el lado de la epístola.

## La Junta del Monte Limitaciones

### Gobierno
El gobierno y administración del monte corresponde a la Junta General que, de acuerdo con las Ordenanzas de 1896 estuvo formada por cuatro vocales, dos de cada valle, presidida por el alcalde de alguno de los Ayuntamientos que se alterna el 1 de enero de cada año; los años impares preside uno de los tres alcaldes de Améscoa Alta, los pares el de Améscoa Baja los de Améscoa Alta se turnan sucesivamente. La Junta incluye también dos diputados administradores, uno de cada valle. No obstante a las sesiones de la Junta General acuden también los Ayuntamientos de las Améscoas.
Para resolver los asuntos de monte anualmente se celebraban cinco Juntas ordinarias en la Casa Consistorial de Aristubelza, en fechas fichadas por las propias Ordenanzas, aunque si las circunstancias lo exigían podían ser adelantadas o retrasadas por el presidente. Las ordenanzas establecen los desechos y deberes los vocales de la Junta en el marco de los que establece la Ley 26 de las Cortes de Navarra de los años 1828 y 1829, en orden al cuidado y defensa de los montes comunales.
La Ordenanzas han sido revisadas y actualizadas en 2003, entre otras cuestiones se establece el domicilio de la Junta en la Casa Consistorial del Ayuntamiento de Améscoa Baja, aunque la Junta puede trasladarlo a otro lugar por acuerdo con mayoría absoluta; la Junta que estará formada por los representantes municipales de los ayuntamientos, su mandato coincide con el de los miembros electos de los ayuntamientos. Se mantiene el turno en la presidencia de la Junta tal como establecían las Ordenanzas 1896. Por lo demás, se regula el funcionamientos y competencias de la Junta de acuerdo con los principios del derecho. administrativo. Como novedad, recoge en su texto el escudo de la Junta: "un haya, bordeada por un círculo ovalado"

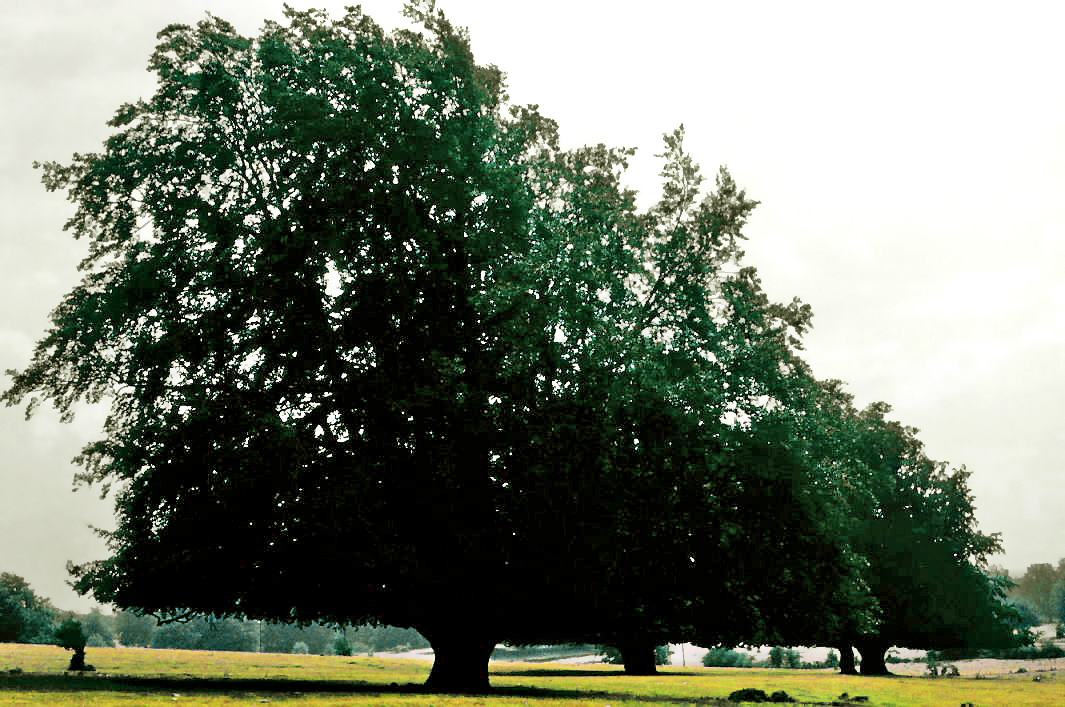
Hayas (Fagus sylvatica)

### Gestión del patrimonio natural, histórico y cultural
El Monte Limitaciones queda incluido en el Parque Natural de Urbasa y Andía, su Plan de Ordenación de los recursos naturales aprobado por el Decreto Foral 267/1996, contiene una normativa específica para este Monte, incluyendo el amparo y respeto de los derechos históricos de la Junta, por esto remite a las Ordenanzas del monte de 1896, aunque previendo que por parte de la propia Junta se proceda a su revisión y actualización, de modo que, una vez revisadas, tengan la naturaleza y efectos que la legislación prevé para los Planes Rectores de Uso y Gestión. Así se procedió por la Junta, redactándose unas nuevas ordenadas, aprobadas en 2003. En ellas se establece una zonificación, regulando los usos y actividades que pueden realizarse en cada una de las zonas A estas mismas Ordenanzas remite el Plan de Gestión de la ZEC "Urbasa y Andía". en el que queda también incluido el Monte Limitaciones.

### Aprovechamientos
Tanto las Ordenanzas de 1896 como las de 2003 regulan con detalle y amplitud los aprovechamientos que corresponden a los vecinos de las Améscoas; incluuendo una relación de todos ellos:
1. El aprovechamiento, goce y disfrute de pastos. Esta actividad es considerable, por ejemplo el año 2003 pastaron en el monte 7.500 cabezas de ovino, 600 de vacuno y 250 caballar[24]
2. Edificar corrales y chabolas.
3. Sembrar y cerrar dentro de las Limitaciones un trozo de terreno.
4. Cortar y extraer leña para el consumo del hogar.
5. Ejercer la práctica de la caza.
6. Derecho de estancia y tránsito en el Monte Limitaciones para su uso y disfrute.
7. Derecho a coger los frutos de fresa, avellana, manzanilla, setas y hongos, semillas y demás extemporáneos, así como a la colocación de colmenas u otras actividades artesanales limpias asociadas a los aprovechamientos tradicionales.
8. Derecho a la elaboración de materiales y carbones para su venta por parte de la Administración de la Junta, con la obligación de asegurar al bracero un buen jornal diario.
9. Derecho a coger piedra, cal, arena, etc.
10. Derecho a coger leña para quemar en el acto, ramaje para criar ganados, hojas secas, falaguera, etc., y el estiércol de los ganados.
11. Cortar árboles y elaborar materiales para la construcción y recomposición de sus casas, corrales, cobertizos para el ganado, obras, cerraduras de heredades y setos, recomposición de aperos de labranza y demás objetos de uso propio.

Cuando es el caso, las Ordenanzas aclaran que esos aprovechamientos -por ejemplo extraer leña, material para la construcción, etc. - son para uso propio, no estando permitido venderlo a terceros.